# Iglesia de la Virgen Asunta (Choquelimpie)
La iglesia de la Virgen Asunta es un templo católico ubicado en la localidad de Choquelimpie, comuna de Putre, Región de Arica y Parinacota, Chile. Construida en 1890, fue declarada monumento nacional de Chile, en la categoría de monumento histórico, mediante el Decreto n.º 74, del 13 de abril de 2017.

## Historia
La primera mención de la iglesia data de 1618, y el nuevo templo fue construido en 1890. Presenta un estado de conservación regular ya que la techumbre de la nave central colapsó, existe erosión grave y hay varios daños estructurales.

## Descripción
De estilo barroco andino, está construida sobre cimientos de piedra con muros de piedra rústica con mortero de barro. La torre campanario se encuentra adosada a la iglesia, y está compuesta por un cuerpo de piedra rústica y un campanario con una cúpula de piedra con pináculos. Cuenta con un muro perimetral de piedra rústica.
En el interior se encuentra un retablo de piedra canteada de retícula colonial, con seis hornacinas separadas por columnas lisas.